# Brian Andrews
Brian « Angel » Andrews est un chanteur américain de R&B du groupe Day26 sélectionné par Sean J. Combs alias Diddy lors de l'émission Making the Band 4. Né et ayant grandi à Houston, Texas, Brian a exprimé son talent naturel pour la musique dès son enfance, en travaillant constamment pour améliorer sa voix, en écrivant des chansons et en apprenant à danser. Brian fait partie depuis le 26 août 2007 du groupe Day26, et a un contrat avec le Bad Boy Records de Diddy. Day26 comprend 4 autres membres : Robert Curry, Willie Taylor, Michael McCluney et Qwanell Mosley.